# Nicolas Loison
Nicolas Loison (* 24. April 1981 in Wissembourg) ist ein französischer ehemaliger Fußballspieler.

## Karriere
Nicolas Loison spielte als Jugendlicher bei FR Haguenau und wechselte 1999 zu Racing Straßburg, wo er 2002 in die Profimannschaft aufstieg; er konnte sich bei den Profis der Straßburger keinen Stammplatz erkämpfen. Am 24. Mai 2003 gab er am letzten Spieltag der Ligue 1 gegen AC Ajaccio sein Profidebüt, wobei dieser Einsatz sein einziger im professionellen Fußball blieb. Ansonsten absolvierte er 86 weitere Spiele für Racing Straßburgs Reserve, in denen er zwei Tore erzielen konnte.
Im Sommer 2003 schloss er sich der zweiten Mannschaft Bundesligisten 1. FC Kaiserslautern an und erzielte in 22 Spielen in der Regionalliga einen Treffer. In der Rückrunde der Saison 2003/04 saß er bei einigen Bundesligaspielen der Pfälzer auch auf der Bank. Zur Saison 2004/05 wechselte Loison zum 1. FC Nürnberg, wo er ebenfalls nur in der Amateurmannschaft spielte. 2005 schloss er sich dem Oberligisten SV Linx aus dem Rheinauer Stadtteil Linx und kam als Mannschaftskapitän im Mittelfeld zum Einsatz, nachdem er zu Beginn seiner Karriere als Innenverteidiger eingesetzt wurde.
Im Sommer 2013 wechselte Nicolas Loison zum FCSR Haguenau, dem Nachfolgeverein des FR Haguenau.